# Ascensão invernal
Ascensão invernal, ou só  invernal, é como o nome indica uma ascensão de uma montanha que tem lugar de inverno pelo que é mais difícil em razão do frio, da chuva e da maior quantidade de neve, além de se ter menos tempo para a fazer pelos dias serem mais curtos.
Devido a estes factores algumas montanhas, ou cumes dos mesmos, nunca foram efectuados como é o caso do K2.

## Primeira invernal
A primeira invernal é um caso ainda mais particular da ascensão invernal pois reúne as dificuldades de uma primeira ascensão e do inverno, juntando assim as dificuldades inerentes a cada uma destas situações.

## Exemplos notáveis
- 31 de Janeiro de  1876 -  a primeira ascensão invernal do Monte Branco é efectuada pela inglesa Isabella Straton, com os guias Jean Charlet-Straton, Sylvain Couttet e poor Michel Balmat.
- 1961 - face norte do Eiger por Toni Kinshofer e Toni Hiebeler
- Fevereiro de 1965 - Walter Bonatti face norte do Cervin em solitário e invernal, via que tem o seu nome
- 1980 - Krzysztof Wielicki e Leszek Cichy - primeira ascensão invernal do Everest, que é o primeiro 8 000 metros a ser vencido em invernal.
- 1985 - Jerzy Kukuczka - primeiro e único ser humano a escalar duas montanhas de 8 000 metros (Dhaulagiri e Cho Oyu) no mesmo inverno.
- 2016 - Simone Moro - primeiro e único ser humano a escalar quatro montanhas de 8 000 metros em primeira invernal (Shisha Pangma, Makalu, Gasherbrum II e Nanga Parbat). Também a primeira pessoa não polaca a realizar uma primeira ascensão invernal de um 8 000 metros e a primeira a realizar uma primeira ascensão invernal de um 8 000 metros no Karakoram.